# Bulbul frontgroc
El bulbul frontgroc (Brachypodius priocephalus) és una espècie d'ocell de la família dels picnonòtids (Pycnonotidae). És endèmic de la serralada dels Ghats Occidentals, a l'Índia. Els seus hàbitats principals són els boscos tropicals i subtropicals de frondoses humits de les terres baixes i de l'estatge montà, així com les àrees forestals fortament degradades. El seu estat de conservació es considera gairebé amenaçat.